# Il birraio di Preston
Il birraio di Preston (in zeitgenössischer Orthografie „birrajo“, deutsch: Der Bierbrauer von Preston) ist eine Opera buffa (Originalbezeichnung: „melodramma giocoso“, „heiteres Melodrama“) in drei Akten des italienischen Komponisten Luigi Ricci auf ein Libretto von Francesco Guidi. Die Uraufführung fand am Teatro della Pergola in Florenz am 4. Februar 1847 statt.
Der Schriftsteller Andrea Camilleri veröffentlichte 1995 einen Roman mit demselben Titel (deutsch Die sizilianische Oper), dessen Handlung durch eine umkämpfte Aufführung dieser Oper angeregt wurde, die 1875 kurz nach dessen Einweihung im Teatro Regina Margherita im sizilianischen Caltanissetta gespielt wurde.

## Geschichte
Rizzis birraio ist die Adaption und Neukomposition einer französischen Opéra-comique für die italienische Bühne. Adolphe Adams Le brasseur de Preston auf ein Libretto von Léon-Lévy Brunswick und Adolphe de Leuven wurde 1838 an der Pariser Opéra-Comique uraufgeführt. Wie die einige Wochen später am selben Theater uraufgeführte Oper Macbeth von Giuseppe Verdi war der birraio ein Auftrag des Impresarios Alessandro Lanari, der das Teatro della Pergola damals leitete und ein glühender Verehrer der italienischen Unabhängigkeitsbewegung war.
Das italienische Libretto folgt der Handlung der Vorlage recht genau, verwandelt es der Form nach jedoch in eine zeittypische italienische opera buffa mit Rezitativen anstelle der französischen Dialoge. Aus dem Premier ténor der französischen Oper wird die Titelfigur hier zum italienischen Bassbuffo. Zudem werden einige der weniger zentralen Partien mit eigenen musikalischen Nummern bedacht. Am meisten weicht der dritte Akt ab. Hier wurde ein Duett der beiden um Daniele streitenden Frauen hinzugefügt, außerdem endet das Werk mit einer finalen Arie Effys, anstelle des französischen Tutti-Finales. Außerdem findet sich im dritten Akt ein Buffoduett Tobia–Daniele, das laut Klavierauszug vom sizilianischen Komponisten Francesco Chiaromonte (1809–1886) hinzukomponiert wurde, offenbar, um dem Bedarf des italienischen Publikums an derber Komik zu genügen.
Die Oper wurde in der Uraufführung erfolgreich angenommen, auch in den folgenden Jahrzehnten wurde sie an verschiedenen Opernhäusern Italiens nachgespielt, unter anderem in Rom 1854 unter dem Titel Il liquorista di Preston. Die Zensur bestand bei den Aufführungen nach dem Ersten italienischen Unabhängigkeitskrieg an einigen Orten auf die Entfernung als nationalpatriotisch empfundener Passagen, vor allem im zweiten Akt. Ferner ist eine Aufführung am Londoner St James’s Theatre im Herbst 1857 belegt, eine weitere 1874 in Australien.

## Handlung

### Erster Akt
In seiner Brauerei in Preston kündigt Daniele seinen Arbeitern an, dass er noch am selben Tag Hochzeit mit seiner Verlobten Effy feiern will. Seinen Vorarbeiter betraut er mit der Organisation des Festes. Daniele erwartet seinen Bruder Giorgio zum Fest, einen Leutnant des Heeres, den er seit zwei Jahren nicht gesehen hat. Giorgio und Daniele sind absolut identisch aussehende Zwillinge.
Das Fest wird unterbrochen durch die Ankunft des Feldwebels Tobia, der berichtet, dass Giorgio aus dem Feldlager verschwunden ist und der Fahnenflucht angeklagt wurde. Tobia ist ein enger Freund von Giorgio, da dieser ihm eines Tages das Leben rettete. Er ist auf der Suche nach Giorgio, um ihn zu überreden, wieder ins Heer einzutreten, bevor er zum Tode verurteilt wird. Daniele entscheidet, sich mit Effy und Tobia in das Lager des Generals Murgrave zu begeben, um Milde für seinen Bruder zu erflehen.

### Zweiter Akt
Im Feldlager, wo die Verurteilung Giorgios unmittelbar bevorsteht, wird General Murgrave von Kapitän Oliviero aufgesucht. Oliviero berichtet, dass seine Schwester Anna von einem Offizier Murgraves verführt wurde, der dann verschwand, ohne sie zu ehelichen. Anna ist betrübt, liebt den Verführer aber noch. Aus einem Porträt in ihrem Besitz schließen Oliviero und Murgrave, dass es sich um Giorgio handelt.
Als Daniele im Feldlager eintrifft, wird er für seinen Bruder gehalten. So beschließt man, dass er die Rolle Giorgios übernimmt, um ihn mit dessen vorgeblicher Rückkehr vor dem drohenden Todesurteil zu bewahren. Daniele, unbeholfen und ängstlich, fügt sich widerwillig. Auch Oliviero und Anna halten ihn für Giorgio. Oliviero will sich mit ihm duellieren, während Anna ihn liebevoll empfängt. Daniele behandelt Olivieros Schwester mit Zärtlichkeit und provoziert so die Eifersucht Effys. Anna vermutet, Effy sei eine Geliebte Giorgios, derentwegen er sie verlassen habe. In die Missverständnisse platzt die Ankündigung der nächsten Schlacht. Der zu Tode erschrockene Daniele will sich weigern, daran teilzunehmen, aber Tobia, der fürchtet, der Betrug würde aufgedeckt, zwingt ihn mit vorgehaltener Pistole, loszuziehen.

### Dritter Akt
Daniele ist dank der Cleverness von Giorgios Pferd siegreich aus der Schlacht hervorgegangen und wird wie ein Held im Schloss von Windsor bejubelt. Murgrave wählt Daniele gegen dessen Willen für die nächste schwierige Mission aus.
Effy und Tobia versuchen, Murgrave zu überzeugen, Daniele nicht einzusetzen, indem sie wichtige familiäre Angelegenheiten vorbringen. Auch Anna und Oliviero wollen seine Abreise verhindern, erstere um ihn heiraten zu können, letzterer immer noch in der Begierde, ihm im Duell entgegenzutreten. Daniele muss sich zwischen Anna und Effy hindurchlavieren, unter denen das Gezänk weitergeht. Um die Lage zu komplizieren, trifft ein Befehl des Königs ein, der die Heirat Giorgios mit Anna billigt und bestimmt, dass sie sofort vollzogen werden muss.
Glücklicherweise bringt Tobia gute Nachricht: Giorgio war nicht desertiert, sondern vom Feind gefangen genommen worden. Inzwischen ist er aus der Gefangenschaft geflohen und auf dem Rückweg.
Giorgio trifft gerade rechtzeitig ein, um heimlich seinen Bruder aus dem Rollenspiel zu erlösen, bevor die Hochzeit mit Anna vollzogen wird. Daniele, nun wieder in Zivil, kann glücklich in die Arme seiner Effy zurückkehren.

## Musikalische Struktur

### Erster Akt
- Preludio
- Introduzione e Coro – Amici, alla fabbrica
- Cavatina – Di monete ho un qualche sacco (Daniele)
- Recitativo – O Bob, mi affido a te
- Canzonetta – La vecchia Magge (Effy)
- Scena e Duetto – Questa viva somiglianza (Effy, Daniele)
- Finale I

### Zweiter Akt
- Scena e Cavatina – Anna si stempra in lagrime (Oliviero)
- Coro e Terzetto – Presto, presto, andiamo, andiamo (Daniele, Tobia, Effy)
- Canzone – Era Tom un dragone valente (Tobia)
- Recitativo – Io ve l'ho detto
- Terzetto – In un momento (Daniele, Tobia, Effy)
- Recitativo – Il consiglio di guerra è sciolto
- Recitativo e Duetto – Vieni, vieni: omai paventa! (Daniele, Oliviero)
- Finale II
  - Scena – Cielo, che vidi
  - Coro – Corriamo all'armi
  - Pezzo concertato – Per secondar l'intrepido
  - Stretta del Finale II – È il cannone!... è il cannone

### Dritter Akt
- Coro d'introduzione e Recitativo – Onore! onore! onor
- Duetto – Va benone... sì signore (Daniele, Tobia)
- Recitativo – Datemi, o valoroso
- Pezzo concertato – Fra tre ore partirete
- Recitativo – Per la mia patria anch'io
- Recitativo e Duetto – La vedremo... la vedremo (Effy, Anna)
- Coro – Avete saputo la nuova ventura?
- Scena ed Aria finale – Deh! ch'ei non sia la vittima (Effy)